# Charles Floquet

Charles Thomas Floquet.

Charles Thomas Floquet, född den 2 oktober 1828 i Saint-Jean-Pied-de-Port, död den 18 januari 1896 i Paris, var en fransk politiker.
Floquet blev under andra kejsardömet som en av dess häftigaste opponenter ryktbar för sin vältalighet och hänförelse. Han medarbetade i flera av oppositionens tidningar och deltog 4 september 1870 vid republikens utropande i Paris rådhus och senare i Paris försvar. År 1871 valdes han till deputerad i nationalförsamlingen, bildade Ligue d'union républicaine des droits de Paris samt försökte medla mellan kommunen och Versaillesregeringen. År 1876 blev han på nytt deputerad, anslöt sig till radikalerna och var 1885–1888 president för deputeradekammaren. 3 april 1888–13 februari 1889 var han konseljpresident och inrikesminister. Som sådan bekämpade han boulangismen och utkämpade en mycket omtalad duell med Georges Boulanger, som han svårt sårade. Åren 1889–1893 var han på nytt president för deputeradekammaren och blev 1893 senator. Floquets Discours et opinions utgavs 1885 av Albert Faivre.